# Dirka po Italiji 1996
Dirka po Italiji 1996 (italijansko Giro d'Italia 1996) je 79. izvedba dirke po Italiji, tritedenske moške cestne kolesarske etapne dirke. Začela se je 18. maja v Atenah in končala 9. junija v Milanu. Sodelovalo je 162 kolesarjev iz 18-ih ekip. Rožnato majico je prvič osvojil Pavel Tonkov (Panaria–Vinavil), drugo mesto Enrico Zaina (Carrera Jeans–Tassoni), tretje pa Abraham Olano (Mapei–GB). Vijolično in modro majico je osvojil Fabrizio Guidi (Scrigno–Blue Storm), zeleno majico pa Mariano Piccoli (Brescialat).

## Ekipe
- Aki–Gipiemme
- Amore & Vita–ForzArcore
- Brescialat
- Carrera Jeans–Tassoni
- Festina–Lotus
- Gewiss Playbus
- Glacial–Selle Italia
- Kelme–Artiach
- Mapei–GB
- MG Maglificio–Technogym
- MX Onda
- Scrigno–Blue Storm
- Panaria–Vinavil
- Refin–Mobilvetta
- Roslotto–ZG Mobili
- Saeco–AS Juvenes San Marino
- Team Polti
- TVM–Farm Frites

## Etape
| Etapa | Datum    | Štart/Cilj                                   | Razdalja    | Tip         | Tip                  | Zmagovalec                 |             |
| ----- | -------- | -------------------------------------------- | ----------- | ----------- | -------------------- | -------------------------- | ----------- |
| 1     | 18. maj  | Atene (Grčija) – Atene (Grčija)              | 170 km      |             | ravninska etapa      | Silvio Martinello (ITA)    |             |
| 2     | 19. maj  | Elefsina (Grčija) – Nafpaktos (Grčija)       | 235 km      |             | ravninska etapa      | Glenn Magnusson (SWE)      |             |
| 3     | 20. maj  | Mesolongi (Grčija) – Janina (Grčija)         | 199 km      |             | ravninska etapa      | Giovanni Lombardi (ITA)    |             |
|       | 21. maj  | dan počitka                                  | dan počitka | dan počitka | dan počitka          | dan počitka                | dan počitka |
| 4     | 22. maj  | Ostuni – Ostuni                              | 147 km      |             | ravninska etapa      | Mario Cipollini (ITA)      |             |
| 5     | 23. maj  | Metaponto – Crotone                          | 196 km      |             | ravninska etapa      | Ángel Edo (ESP)            |             |
| 6     | 24. maj  | Crotone – Catanzaro                          | 179 km      |             | gorska etapa         | Pascal Hervé (FRA)         |             |
| 7     | 25. maj  | Amantea – Massiccio del Sirino               | 164 km      |             | gorska etapa         | Davide Rebellin (ITA)      |             |
| 8     | 26. maj  | Polla – Neapelj                              | 135 km      |             | ravninska etapa      | Mario Cipollini (ITA)      |             |
| 9     | 27. maj  | Neapelj – Fiuggi                             | 184 km      |             | gorska etapa         | Enrico Zaina (ITA)         |             |
| 10    | 28. maj  | Arezzo – Prato                               | 164 km      |             | gorska etapa         | Rodolfo Massi (ITA)        |             |
| 11    | 29. maj  | Prato – Marina di Massa                      | 130 km      |             | ravninska etapa      | Mario Cipollini (ITA)      |             |
| 12    | 30. maj  | Aulla – Loano                                | 195 km      |             | ravninska etapa      | Fabiano Fontanelli (ITA)   |             |
| 13    | 31. maj  | Loano – Prato Nevoso                         | 115 km      |             | gorska etapa         | Pavel Tonkov (RUS)         |             |
| 14    | 1. junij | Santuario di Vicoforte – Briançon (Francija) | 202 km      |             | gorska etapa         | Pascal Richard (SUI)       |             |
| 15    | 2. junij | Briançon (Francija) – Aosta                  | 235 km      |             | ravninska etapa      | Gianni Bugno (ITA)         |             |
| 16    | 3. junij | Aosta – Lausanne (Švica)                     | 180 km      |             | gorska etapa         | Aleksander Gončenkov (UKR) |             |
| 17    | 4. junij | Lausanne (Švica) – Biella                    | 236 km      |             | gorska etapa         | Nicolaj Bo Larsen (DEN)    |             |
| 18    | 5. junij | Meda – Vicenza                               | 216 km      |             | ravninska etapa      | Mario Cipollini (ITA)      |             |
| 19    | 6. junij | Vicenza – Marostica                          | 62 km       |             | posamični kronometer | Jevgenij Berzin (RUS)      |             |
| 20    | 7. junij | Marostica – Passo Pordoi                     | 220 km      |             | gorska etapa         | Enrico Zaina (ITA)         |             |
| 21    | 8. junij | Cavalese – Aprica                            | 250 km      |             | gorska etapa         | Ivan Gotti (ITA)           |             |
| 22    | 9. junij | Sondrio – Milano                             | 176 km      |             | ravninska etapa      | Sergij Ušakov (UKR)        |             |
|       | Skupaj   | Skupaj                                       | 3990 km     | 3990 km     | 3990 km              | 3990 km                    | 3990 km     |

## Razvrstitev po klasifikacijah
| Etapa  | Zmagovalec           | Rožnata majica ·  | Vijolična majica · | Zelena majica ·    | Ekipno po času              |
| ------ | -------------------- | ----------------- | ------------------ | ------------------ | --------------------------- |
| 1      | Silvio Martinello    | Silvio Martinello | Silvio Martinello  | Fabiano Fontanelli | Scrigno–Blue Storm          |
| 2      | Glenn Magnusson      | Silvio Martinello | Stefano Zanini     | Fabiano Fontanelli | Scrigno–Blue Storm          |
| 3      | Giovanni Lombardi    | Stefano Zanini    | Stefano Zanini     | Fabiano Fontanelli | Panaria–Vinavil             |
| 4      | Mario Cipollini      | Silvio Martinello | Silvio Martinello  | Fabiano Fontanelli | Scrigno–Blue Storm          |
| 5      | Ángel Edo            | Silvio Martinello | Silvio Martinello  | Fabiano Fontanelli | Panaria–Vinavil             |
| 6      | Pascal Hervé         | Pascal Hervé      | Silvio Martinello  | Fabiano Fontanelli | Saeco–AS Juvenes San Marino |
| 7      | Davide Rebellin      | Davide Rebellin   | Silvio Martinello  | Fabiano Fontanelli | Team Polti                  |
| 8      | Mario Cipollini      | Davide Rebellin   | Silvio Martinello  | Fabiano Fontanelli | Team Polti                  |
| 9      | Enrico Zaina         | Davide Rebellin   | Silvio Martinello  | Fabiano Fontanelli | Team Polti                  |
| 10     | Rodolfo Massi        | Davide Rebellin   | Silvio Martinello  | Fabiano Fontanelli | Gewiss Playbus              |
| 11     | Mario Cipollini      | Davide Rebellin   | Silvio Martinello  | Fabiano Fontanelli | Gewiss Playbus              |
| 12     | Fabiano Fontanelli   | Davide Rebellin   | Fabrizio Guidi     | Fabiano Fontanelli | Gewiss Playbus              |
| 13     | Pavel Tonkov         | Pavel Tonkov      | Silvio Martinello  | Mariano Piccoli    | Gewiss Playbus              |
| 14     | Pascal Richard       | Pavel Tonkov      | Fabrizio Guidi     | Mariano Piccoli    | Carrera Jeans–Tassoni       |
| 15     | Gianni Bugno         | Pavel Tonkov      | Fabrizio Guidi     | Mariano Piccoli    | Carrera Jeans–Tassoni       |
| 16     | Aleksander Gončenkov | Pavel Tonkov      | Fabrizio Guidi     | Mariano Piccoli    | Carrera Jeans–Tassoni       |
| 17     | Nicolaj Bo Larsen    | Pavel Tonkov      | Fabrizio Guidi     | Mariano Piccoli    | Carrera Jeans–Tassoni       |
| 18     | Mario Cipollini      | Pavel Tonkov      | Fabrizio Guidi     | Mariano Piccoli    | Carrera Jeans–Tassoni       |
| 19     | Jevgenij Berzin      | Pavel Tonkov      | Fabrizio Guidi     | Mariano Piccoli    | Gewiss Playbus              |
| 20     | Enrico Zaina         | Abraham Olano     | Fabrizio Guidi     | Mariano Piccoli    | Carrera Jeans–Tassoni       |
| 21     | Ivan Gotti           | Pavel Tonkov      | Fabrizio Guidi     | Mariano Piccoli    | Carrera Jeans–Tassoni       |
| 22     | Sergij Ušakov        | Pavel Tonkov      | Fabrizio Guidi     | Mariano Piccoli    | Carrera Jeans–Tassoni       |
| Skupaj | Skupaj               | Pavel Tonkov      | Fabrizio Guidi     | Mariano Piccoli    | Carrera Jeans–Tassoni       |

## Končna razvrstitev
| Legenda | Legenda                                  | Legenda | Legenda                                       |
| ------- | ---------------------------------------- | ------- | --------------------------------------------- |
|         | Predstavlja vodilnega v skupnem seštevku |         | Predstavlja vodilnega v razvrstitvi Intergiro |
|         | Predstavlja vodilnega po točkah          |         | Predstavlja vodilnega v gorski razvrstitvi    |